# Лі Радзивілл
Керолайн Лі Був'є (англ. Caroline Lee Bouvier; пізніше Кенфілд, Радзивілл, Росс; 3 березня 1933 — 15 лютого 2019) — американська світська левиця, спеціалістка зі зв'язків з громадськістю та дизайнерка інтер'єрів, молодша сестра першої леді Жаклін Був'є Кеннеді Онассіс і невістка президента Джона Кеннеді.

## Ранні роки та походження
Народилася у лікарні в Йорквілі у сім'ї біржового маклера Джона Верну Був'є III та його дружини, світської левиці Джанет Нортон Лі. Навчалася у школах Нью-Йорка, Вашингтона, Фармінгтона, і продовжила навчання в коледжі Сари Лоуренс. Від народження була знана під своїм другим ім'ям «Лі», а не Керолайн.

## Кар'єра та слава
«Арбітри й редактори Нью-Йоркського суспільства» вважали її провідною дебютанткою міста, 1950 року Радзивілл провела вечірку «виходу у світ». Її фотографія в сукні на всю шпальту була представлена в розділі «дебютантка» журналу «Лайф» на сторінці 71 у номері за 25 грудня 1950 року.
У 1960-х роках намагалася зробити кар'єру акторки. Її акторська спроба була невдалою, хоча й широко розрекламована. Вона знялася у фільмі «Філадельфійська історія» 1967 року в ролі розпещеної спадкоємиці Трейсі Лорд. П'єсу поставили у чиказькому театрі «Айвенго». Гра Радзивілл зазнала критики. За рік вона з'явилася в телевізійній адаптації фільму «Лаура» 1944 року, який також зазнав критики.
Лондонський таунхаус і маєток Turville Grange (якими вона володіла і у якому мешкала зі своїм другим чоловіком) були оздоблені італійським сценографом Лоренцо Монджардіно, а Сесіл Бітон і Горст П. Горст дуже захоплювалися ними та часто фотографували. Короткий час вона працювала дизайнеркою інтер'єрів у стилі, на який вплинув Монджардіно. Її клієнтами були заможні люди; колись вона прикрашала будинок «для людей, які перебували там не більше трьох днів на рік». Вона подорожувала з «The Rolling Stones» під час їхнього туру Північною Америкою 1972 року, який відвідала разом з письменником Труменом Капоте.
1996 року Радзивілл увійшла до Міжнародної зали слави найкращого вбрання від «Венеті Фейр». Її квартири в Парижі (авеню Монтень, 49) і Мангеттені були представлені в номері журналу «Elle Décor» за квітень 2009 року. У лютому 2013 року режисерка Софія Коппола дала їй інтерв'ю про життя для журналу «T: The New York Times Style», а також про фільм Копполи «Елітне суспільство» і втрату приватного життя. У березні 2013 року увійшла до списку 50 найкраще одягнених людей старше 50 років «Ґардіан».

## Фільми про Білів
1972 року найняла режисерів-документалістів Альберта та Девіда Мейслів для роботи над фільмом про родину Був'є. На початку брати зняли двох ексцентричних відлюдниць великої родини, тітку та двоюрідну сестру Радзивілл, Едіт Юінг Був'є Біл («Велика Еді») та її дочку Едіт Був'є Біл («Маленька Еді»). Сім'я Білів жила в будинку в Іст-Гамптоні, штат Нью-Йорк, й отримувала кошти від інших членів сім'ї.
Оригінальний кінопроєкт Радзівілл призупинили, але вона зберегла кадри з Білами. Однак брати Мейсли побачили кінематографічний потенціал у житті двох жінок та його незвичайність, і, зібравши кошти на плівку й обладнання, повернулися та зняли багатогодинний новий матеріал із Великою Еді та Маленькою Еді. 1975 року вийшов фільм «Сірі сади», який вважають одним із найкращих документальних стрічок. 2006 року фільм адаптували в однойменний мюзикл, де герої Лі та Джекі Був'є відвідує дітей у ретроспективі. 2009 року вийшов телевізійний фільм від HBO «Сірі сади», оснований на житті Білів.
Збережені кадри візиту Радзивілл до Білів у 1972 році увійшли до фільму «Того літа» 2017 року.

## Особисте життя і смерть

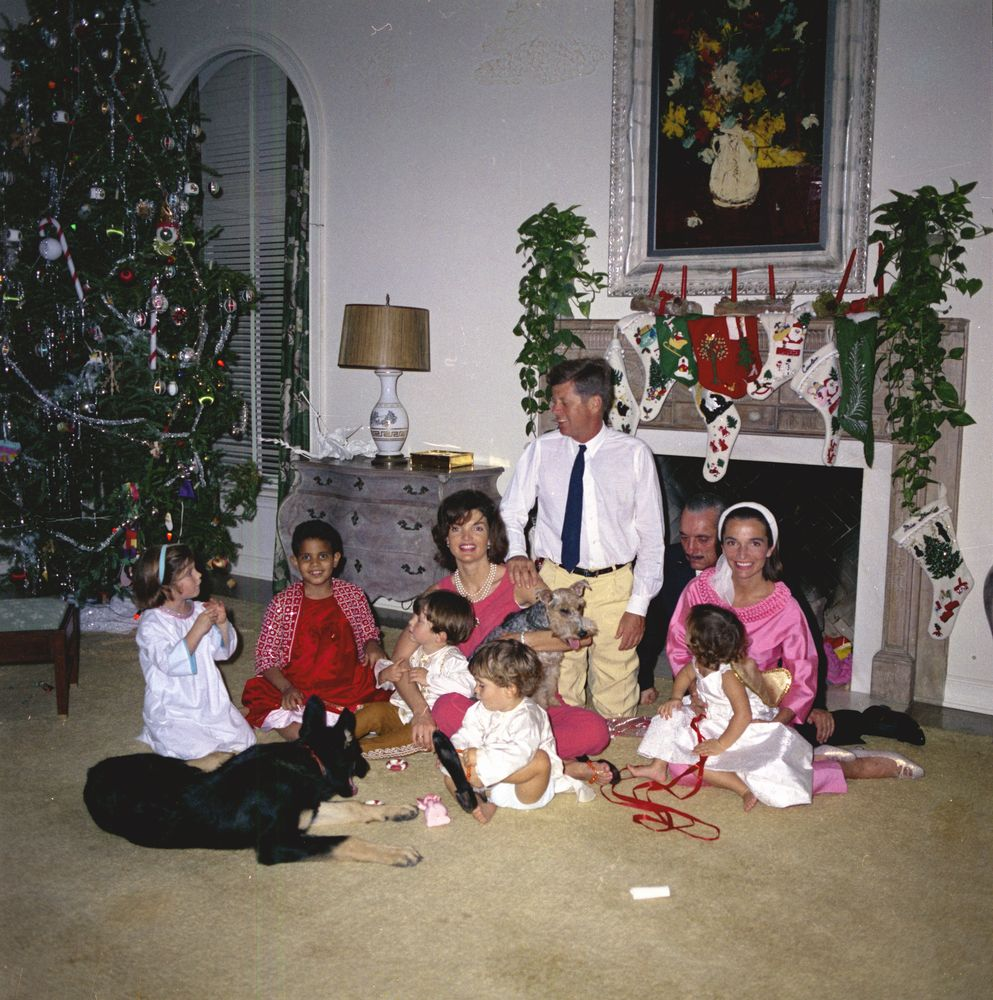
Лі Радзивілл з президентом Джоном Кеннеді й іншою родиною на Різдво 1962 року в Палм-Біч, Флорида

Радзивілл була тричі одруженою. У квітні 1953 року вийшла заміж за керівника видавництва Майкла Темпла Кенфілда. 1958 року пара розлучилася, а у листопаді 1962 року Трибунал Римської Роти оголосив шлюб недійсним. Згідно зі спогадами Лоелії, герцогині Вестмінстерської, Едуард VIII вважав, що Кенфілд насправді був біологічним сином свого брата принца Джорджа, герцога Кентського (четвертого сина короля Георга V і дядька Єлизавети II) і Кікі Престон.
19 березня 1959 року одружилася з польським аристократом князем Станіславом Альбрехтом Радзивіллом, членом дому Радзивіллів, який розлучився зі своєю другою дружиною, Грейс Марією Колін і отримав римо-католицьке визнання недійсним першого шлюбу для повторного шлюбу. Римсько-католицька церква не визнавала другий шлюб, тому анулювання не потребувалось. Після одруження вона почала використовувати титул Її Світлої Високості принцеси Керолайн Лі Радзивілл і в американській пресі іноді її називали принцесою Радзивілл. Однак Друга польська республіка скасувала юридичне визнання дворянських титулів у Березневій конституції 1921 року (стаття 96). У них було двоє дітей — Ентоні (1959—1999) і Анна Крістіна (нар. 1960). 1974 року пара розлучилася.
1976 року «Нью-Йорк таймс» повідомила, що Пітер Френсіс Туфо, юрист і забудовник «часто супроводжував» Радзивілл.
23 вересня 1988 року вийшла заміж втретє, ставши другою дружиною американського кінорежисера і хореографа Герберта Росса. Їхнє розлучення завершилось протягом 2001 року; пізніше того ж року він помер, і вона повернулася до прізвища Родзивілл.
Померла 15 лютого 2019 року у 85 років у своїй квартирі на Верхньому Іст-Сайді на Мангеттені.

## У масовій культурі
Гілда Раднер у грудні 1978 року, виконуючи сценку Розанни Розаннаданни в «Суботнього вечора в прямому ефірі», роздумувала про «Принцесу Лі».
Каліста Флокгарт зіграла Радзивілла у «Ворожнечі: Капоте проти лебедів» (2024).

## Книги
- Radziwill, Lee (2001). Happy Times. New York: Assouline. с. 168. ISBN 9781614280545.
- Radziwill, Lee (2015). Lee. New York: Assouline. с. 184. ISBN 9781614284697.

## Виноски
1. ↑  Хоча деякі джерела вказують, що вона народилася у Саутгемптоні, у Нью-Йорк таймс від 14 березня 1933 року повідомлялося, що "3 березня у лікарні Doctors Hospital у містера Джона Верну Був'є та місис народилася дочка".[11] New York City is likely correct, as she was born in late winter; Southampton is a summer retreat.